# Pedro Rodrigues (político)
Pedro Nuno Mazeda Pereira Neto Rodrigues (27 de julho de 1979) é um advogado, deputado e político português. Ele é deputado à Assembleia da República na XIV legislatura pelo Partido Social Democrata. Possui uma licenciatura e uma frequência de doutoramento em Direito.